# Waling-Waling Review
Waling-Waling Review (abreviado Waling-Waling Rev.) es una revista con ilustraciones y descripciones botánicas que es editada en Filipinas desde el año 1990 hasta ahora.